# ميشيل غوثري
ميشيل غوثري (بالإنجليزية: Michelle Guthrie)‏ هي محامية أسترالية، ولدت في 1965 في سيدني في أستراليا.